# Lajos Rácz
Lajos Rácz (Budapest, Hungría, 1 de julio de 1952) es un deportista húngaro retirado especialista en lucha grecorromana donde llegó a ser subcampeón olímpico en Moscú 1980.

## Carrera deportiva
En los Juegos Olímpicos de 1980 celebrados en Moscú ganó la medalla de plata en lucha grecorromana de pesos de hasta 52 kg, tras el luchador soviético Vakhtang Blagidze (oro) y por delante del búlgaro Mladen Mladenov (bronce).